# وینچنتزو سیناترا
 وینچنتزو سیناترا (انگلیسی: Vincenzo Sinatra؛ ۱۷۲۰ – ۱۷۶۵) معمار اهل ایتالیا بود.